# Caldwell (Idaho)
Caldwell ist die Hauptstadt des Canyon County im US-Bundesstaat Idaho. Die Stadt gehört zu den am schnellsten wachsenden Kleinstädten der USA, die Einwohnerzahl hat sich in nur 10 Jahren (2000 bis 2010) um fast 80 Prozent erhöht. Bei der Volkskszählung 2020 des US Census Bureau wurde eine Einwohnerzahl von 59.996 ermittelt.

## Geographie
Die Stadt mit ihren knapp 55.000 Einwohnern (2016) liegt in der Nähe des Boise River, mitten im (hauptsächlich durch Bewässerung) fruchtbaren Treasure Valley, einem Teil der Snake River Plain. In Caldwell kreuzen sich die beiden US-Fernstraßen US 20 und US 30, die beide von der Pazifikküste im Westen zur Atlantikküste im Osten führen und zu den längsten US-Fernstraßen gehören.

## Wirtschaft
In Caldwell lebt man vor allem von der Landwirtschaft (eine der leistungsfähigsten Produktionsstätten für Agrarprodukte der Vereinigten Staaten), von der Nähe zu Boise, der Hauptstadt von Idaho, und vom Tourismus. So ist die Umgebung mit dem Lake Lowell und den angrenzenden Bergen wunderbar für Wanderausflüge, Kletter- oder Raftingtouren geeignet.

## Bildung
The College of Idaho, eine private Hochschule mit ca. 1.000 Studenten, ist zentral in Caldwell gelegen. Im 2010 Princeton Review wurde das College wegen seines hohen Anteils an internationalen Studenten ausgezeichnet.

## Einwohnerentwicklung
| Jahr | Einwohner¹ |
| ---- | ---------- |
| 1980 | 17.699     |
| 1990 | 18.400     |
| 2000 | 25.967     |
| 2010 | 46.237     |
| 2020 | 59.996     |

¹ 1980–2020: Volkszählungsergebnisse

## Persönlichkeiten
In Caldwell geboren
- Ronee Blakley (* 1945), Sängerin, Songschreiberin und Schauspielerin
- Timothy M. Giardina, Vize-Admiral der US Navy
- Clement Leroy Otter (* 1942), Politiker und seit 2007 Gouverneur des Bundesstaates Idaho

Mit Beziehung zu Caldwell
- Frank Steunenberg (1861–1905), Politiker von 1897 bis 1901 Gouverneur, in Caldwell ermordet